# Plutonaster intermedius
Plutonaster intermedius is een kamster uit de familie Astropectinidae.
De wetenschappelijke naam van de soort werd, als Goniopecten intermedius, in 1881 gepubliceerd door Edmond Perrier.